# In Your House 1
In Your House — первое по счёту шоу In Your House, PPV-шоу производства американского рестлинг-промоушна World Wrestling Federation (WWF, ныне WWE). Шоу прошло 14 мая 1995 года на арене «Военный мемориал округа Онондага» в Сиракьюс, Нью-Йорк, США. Серия In Your House была создана для проведения ежемесячных PPV-шоу между «большой пятеркой» WWF того времени: WrestleMania, King of the Ring, SummerSlam, Survivor Series и Royal Rumble.
Шоу состояло из десяти матчей по рестлингу, шесть из которых транслировались в прямом эфире. В главном событии чемпион WWF Дизель победил Сида и сохранил свой титул.

## Результаты
| №                                                          | Результаты | Условия                                     | Время |
| ---------------------------------------------------------- | --- | ------------------------------------------- | ----- |
| 1D                                                         | Жан-Пьер Лафитт победил Боба Холли                                                                                 | Одиночный матч                              | —     |
| 2                                                          | Брет Харт победил Хакуси (с Синдзя)                                                                                | Одиночный матч                              | 14:39 |
| 3                                                          | Рейзор Рамон победил Джеффа Джарретта и Роуди                                                                      | Матч-гандикап                               | 12:36 |
| 4                                                          | Мейбл (с Мо) победила Адама Бомба                                                                                  | Отборочный матч турнира King of the Ring    | 1:54  |
| 5                                                          | Оуэн Харт и Ёкодзуна (c) (с Мистером Фудзи и Джимом Корнеттом) победили «Дымящиеся пушки» (Билли Ганн и Барт Ганн) | Командный матч за командное чемпионство WWF | 5:44  |
| 6                                                          | Джерри Лоулер победил Брета Харта                                                                                  | Одиночный матч                              | 5:01  |
| 7                                                          | Дизель (c) победил Сида (с Тедом Дибиаси) по дисквалификации                                                       | Одиночный матч за титул чемпиона WWF        | 11:31 |
| 8                                                          | Гробовщик (с Полом Берером) победил Каму (с Тедом Дибиаси)                                                         | Одиночный матч                              | 13:08 |
| 9D                                                         | Бам Бам Бигелоу победил Татанку (с Тедом Дибиаси)                                                                  | Одиночный матч                              | 8:50  |
| 10D                                                        | Оуэн Харт провел матч с Британским бульдогом вничью                                                                | Отборочный матч турнира King of the Ring    | 15:00 |
| - (ч) – чемпион на начало матча - D – означает тёмный матч | |                                             |       |